# 大島正光
大島 正光（おおしま まさみつ、1915年〈大正4年〉1月7日 - 2010年〈平成10年〉5月1日）は、日本の医学者、海軍軍医、航空自衛官。東京大学名誉教授。初代航空医学実験隊隊長。医用電子工学、人間工学、宇宙医学、航空医学などを研究。群馬県出身。
ノーベル化学賞受賞者の野依良治と土佐藩山内家第19代当主の山内豊功は娘婿。

## 略歴
群馬県出身。旧制太田中学校を四年修了し、旧制第一高等学校に入学。
1938年（昭和13年）に東京帝国大学医学部を卒業後、海軍軍医となる。
戦後は労働科学研究所（現・大原記念労働科学研究所）を経て、1958年（昭和33年）11月、航空医学実験隊長。
1963年（昭和38年）、東京大学医学部教授。東京大学医学部附属医用電子研究施設の施設長となる。
1975年（昭和50年）、財団法人医療情報システム開発センター理事長。
1999年、日本色彩学会賞受賞。

## 学会および社会における活動
- 日本宇宙航空環境医学会理事（1976年 - 1991年）、理事長（1976年 - 1988年）、評議員（1976年 - 1991年）、名誉会員（1991年 - ）
- 日本生体医工学会名誉会員
- 日本人間工学会名誉会長
- 日本医療情報学会名誉会長
- 日本産業ストレス学会名誉会長
- 日本予防医学リスクマネージメント学会名誉理事長
- 日本生体磁気学会顧問
- 医療情報システム検討会座長
- 財団法人福田記念医療技術振興財団理事長
- 財団法人パブリックヘルスリサーチセンター顧問
- 財団法人パブリックヘルスリサーチセンターストレス科学研究所名誉所長
- 社団法人企業福祉・共済総合研究所理事
- 財団法人姿勢研究所理事
- 財団法人総合健康推進財団理事
- 日本ウエルエージング協会理事
- 日本敏感肌予防協会理事長
- ストレスケア・カウンセリング協会会長
- サトルエネルギー学会名誉会長
- 特定非営利活動法人生活習慣病予防学術委員会名誉会長
- 公益財団法人渡邉財団（旧磁気健康科学研究振興財団）初代理事長（1994年-2006年）

## 栄典
- 勲二等瑞宝章 - 1986年（昭和61年）4月29日[2]

## 著書
- 大島正光『睡眠』御茶の水書房、1953年。
- 大島正光『安全と色彩』日本規格会、1954年。
- 大島正光『勞働と年齢 : Agingの諸問題』 8巻、労働科学研究所〈労働科学叢書〉、1955年。
- 大村泰男、川俣瑞男、大島正光『宇宙医学』南江堂、1959年。
- 大島正光『疲労の研究』同文書院、1960年。
- 大島正光『人間工学入門』雪華社、1964年。
- 大島正光『アーゴノミクス : 人間工学』朝倉書店、1965年。
- 大島正光『環境生理学』医歯薬出版、1967年。
- 大島正光『生体振動論』東京大学出版会、1969年。
- 大島正光『健康への序説』 1巻、医歯薬出版〈講座／健康の生理学〉、1970年。
- 大島正光『生体に対する刺激と治療』 2巻、金原出版〈ME入門講座〉、1970年。
- 大島正光『人間工学』 10巻、コロナ社〈ME選書〉、1970年。
- 大島正光『バイオニクスとは何か : 生体機能と工学の融合』 141巻、日本放送出版協会〈NHKブックス〉、1971年。
- 大島正光『人間と機械の安全』人間と技術社、1971年。
- 大島正光『医学エレクトロニクスの知識』南江堂、1972年。
- 大島正光『疲労の研究 第2版』同文書院、1979年。
- 大島正光、新田慶治『宇宙旅行と人間 : 出発から帰還まで』講談社〈ブルーバックス〉、1980年。
- 大島正光『ヒト : その未知へのアプローチ』同文書院、1982年。
- 大島正光『頭脳管理のノウハウ : 大脳パワーを呼びさませ』PHP研究所、1982年。
- 大島正光『医療における情報処理』 8巻、コロナ社〈ME選書〉、1983年。
- 開原成允（編著）、大島正光（監修）『テレメディシン : 通信の進歩が医療をこう変える』同文書院、1983年。
- G.Salvendy、M.J.Smith 著、大島正光（監訳）、斉藤むら子、青木和夫 訳『産業ストレス』同文書院、1983年。
- ルース・ウィンター 著、大島正光 訳『ストレス教室: ストレスを解消する100の方法』同文書院、1985年。
- 大島正光（監修）『厚生行政とニューメディア』同文書院、1986年。
- 稲葉正太郎、大島正光（監修）『交通事故と人間工学』コロナ社、1986年。ISBN 978-4-339-07581-6。
- 大島正光、大久保尭夫『人間工学』コム〈経営工学ライブラリー〉、1989年。ISBN 978-4-254-20958-7。
- Gavriel Salvendy 著、大島正光（監訳） 訳『ヒューマン・ファクター : 新人間工学ハンドブック』同文書院、1989年。
- 大島正光、井形昭弘、琴音亜紀『心とからだの魅力学 (チャーモロジイ) : 知的好奇心で読む』コム、1995年。ISBN 4885081017。
- 大島正光『Dr.大島の人間ほどほど論 : 過ぎたるは及ばざるが如し』コム、1996年。ISBN 4-88508-111-4。
- 大島正光『ひとから人間へ : ある人間科学者の八十五年』健康科学研究フォーラム、2000年。
- 大島正光『ヒトを深くみつめて 大島正光論文選集』健康科学研究所、2003年。
- 大島正光（監修）、大久保堯夫（編集委員長）『人間工学の百科事典』丸善出版、2005年。